# 罗宾逊 (北达科他州)
罗宾逊（英語：Robinson），是美国北达科他州下属的一座城市。根据2010年美国人口普查，该市有人口37人。